# 바누아투 체육 협회 국가 올림픽 위원회
바누아투 체육 협회 국가 올림픽 위원회(영어: Vanuatu Association of Sports and National Olympic Committee)는 바누아투를 대표하는 국가 올림픽 위원회이다. IOC 코드는 VAN이다. 본부는 포트빌라에 있으며 오세아니아 국가 올림픽 위원회에 소속되어 있다.
1987년에 설립되었으며 같은 해에 국제 올림픽 위원회의 승인을 받았다. 올림픽, 퍼시픽 게임, 코먼웰스 게임을 비롯한 국제 스포츠 대회에 참가하는 바누아투의 선수들을 대표한다.

## 같이 보기
- 올림픽 바누아투 선수단